# Aplidium triplex
Aplidium triplex är en sjöpungsart som först beskrevs av Sluiter 1906.  Aplidium triplex ingår i släktet Aplidium och familjen klumpsjöpungar. Inga underarter finns listade i Catalogue of Life.